# The Time of the Barracudas

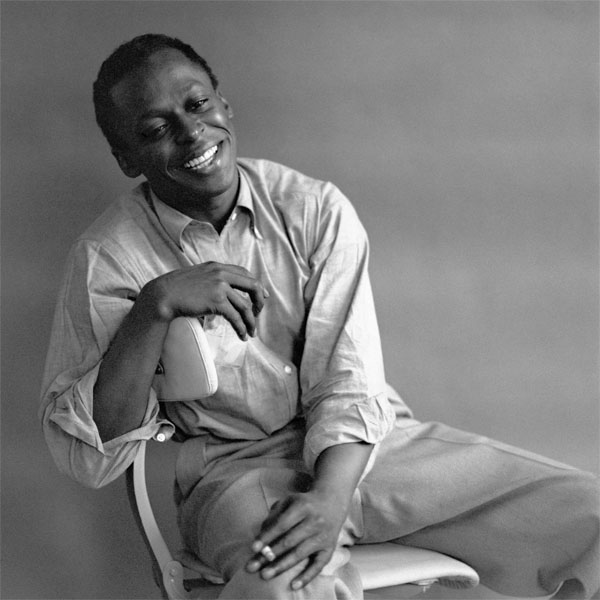
Davis Mitte der 1950er Jahre

The Time of the Barracudas, eine Auftragsarbeit für eine Bühnenmusik, ist eine im Idiom des Modern Jazz verfasste Suite von Miles Davis und Gil Evans aus dem Jahr 1963.

## Zur Entstehung der SchauspielmusikTime of the Barracudas
Die Bestandteile der Musik, die unter dem Titel Time of the Barracudas veröffentlicht wurden, sind Ergebnis der Zusammenarbeit des Trompeters Miles Davis mit dem Orchesterleiter, Komponisten und Arrangeur Gil Evans im Herbst 1963. Mitwirkende Musiker sind u. a. Davis’ damalige Bandmitglieder Herbie Hancock, Tony Williams und Ron Carter. Die über zwölfminütigen Motive mit dem Charakter einer Suite, unter dem Titel „The Time Of The Barracudas“ erstmals 1996 in der Edition Miles Davis and Gil Evans – The Complete Columbia Studio Recordings erschienen, waren das Resultat der vorletzten Studio-Zusammenarbeit von Miles Davis und Gil Evans nach ihrem Album Quiet Nights. 1968 trafen sie für die Aufnahme von Falling Water noch ein letztes Mal zusammen.
Die im September 1963 gemeinsam konzipierte Bühnenmusik war als Auftragsarbeit für ein Theaterstück gleichen Titels von Peter Barnes vorgesehen, in dem der Schauspieler Lawrence Harvey, ein Fan von Davis, die Hauptrolle spielen sollte. Die Premiere für das Stück war in San Francisco vorgesehen; später sollte es nach Los Angeles und New York gehen. Gil Evans und Davis wohnten zur Vorbereitung des Projekts im Chateau Marmont in West Hollywood; dies geschah in einer vergleichsweise wenig produktiven Phase der beiden Künstler. Irving Townsend von Columbia Records unterstützte das Projekt in der Hoffnung auf ein weiteres erfolgreiches Davis/Evans-Album nach Porgy and Bess und Sketches of Spain und ermöglichte zwei Studiotermine.
Es entstanden insgesamt zehn musikalische Fragmente, die zwölf Minuten und 45 Sekunden Musik ergaben. Einige dieser Titel hatten Davis und Evans wohl schon geschrieben, bevor sie den Barracudas-Kompositionsauftrag bekommen hatten, wie das zentrale Thema Time of the Barracudas, ein modales Stück im 6/8-Takt. Evans hatte Hotel Me nach einem Riff des Blues-Pianisten Otis Spann komponiert. Die weiteren kurzen Fragmente waren Klangabstraktionen, die nach Ansicht von Stephanie Stein Crease schon einen Ausblick auf künftige Entwicklungen der beiden Künstler zum Ende der 1960er Jahre geben sollten.
Im Theater wurde die dabei aufgenommene Musik vom Band zugespielt. Das Stück fiel jedoch schon in der ersten Inszenierung durch; Ralph Gleason zufolge war die Musik „der beste Teil des Stücks“. Die Musikergewerkschaft in Los Angeles sprach sich gegen eine Zuspielung der Bühnenmusik vom Tonband aus und forderte, die Musik live aufzuführen. Die geplante Wiederaufnahme in Los Angeles und die beabsichtigte Produktion am Broadway kamen letztlich nicht zustande.

## Die Geschichte der Aufnahme-Sessions 1963 und 1964
Miles Davis war im Spätsommer mit seinem neuen Quintett vom Jazzfestival in Antibes zurückgekehrt und blieb nun eine Weile in Kalifornien, um unter anderem mit dem Quintett auf dem Monterey Jazz Festival aufzutreten. Gil Evans stellte für die Proben der Theatermusik ein Ensemble mit – bis auf den Flötisten Paul Horn – 14 relativ unbekannten Studiomusikern zusammen, die teilweise aus Henry Mancinis Orchester stammten. Nach gemeinsamen Proben wurden die Stücke der Barracudas-Suite am 10. Oktober aufgenommen; am folgenden Tag nahm Davis mit seinem neuen Quartett aus Herbie Hancock, Ron Carter und Tony Williams auf. Die Aufnahmen der Barracudas-Suite wurden aber zunächst nicht veröffentlicht, sondern nur für die Theateraufführung verwendet.
Gil Evans spielte dann unter eigenem Namen die zwei Hauptthemen der Zusammenarbeit vom Sommer 1963 ein Jahr später für sein Verve-Album The Individualism of Gil Evans ein, nämlich die beiden gemeinsam komponierten Titel Time of the Barracudas (zuvor General Assembly) und Hotel Me (das Evans später auch auf dem Album Where Flamingos Fly als Jelly Rolls aufnahm). In der Erstfassung von 1963 bilden diese noch die Form von Schnipseln aus Session-Material, ein noch ungeformtes Medley von Fragmenten, in denen gelegentlich Miles Davis als Solist hervortritt, so Jack Chambers in seiner Besprechung 1997.

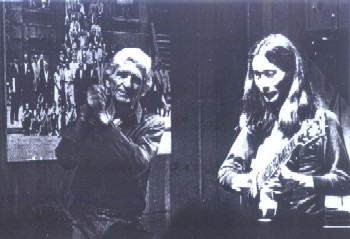
Gil Evans mit Ryō Kawasaki

Herausgehobener Solist in der von Gil Evans am 9. Juli 1964 aufgenommenen Version des Titels war dann der Saxophonist Wayne Shorter, begleitet von einer Rhythmusgruppe aus Kenny Burrell, Elvin Jones und Gary Peacock; im Ensemblespiel – in dem kein Trompeter mitwirkte – sind u. a. der Posaunist Frank Rehak, der Tubist Bill Barber und der Hornist Julius Watkins zu hören. In Hotel Me hingegen wirken die Trompeter Johnny Coles und Bernie Glow im Ensemblespiel mit.
Diese späteren Versionen deuten nach Ansicht von Mel Martin an, wie eine endgültige Fassung der Barracuda-Suite von Evans und Davis hätte ausgeformt sein können. 1996 interpretierte die Trompeterin Ingrid Jensen den Titel auf ihrem Enja-Album Here on Earth, begleitet von Gary Bartz, George Colligan und Bill Stewart.

## Die Besetzung und Takes derBarracudas-Session 1963
- Gil Evans (comp/arr), Miles Davis (tp, comp), Hollywood, 10. Oktober 1963, Länge 12:45
  mit Dick Leith (b-trb), Richard 'Dick’ Perissi (frh), William 'Bill' Hinshaw (frh), Arthur Maebe (frh), Paul Horn (fl, alto-fl, ts), Gene Cipriano (alto-fl, ts, obo), Fred Dutton (fg), Marjorie Call (harp), Herbie Hancock (p), Ron Carter (b) und Tony Williams (dr).

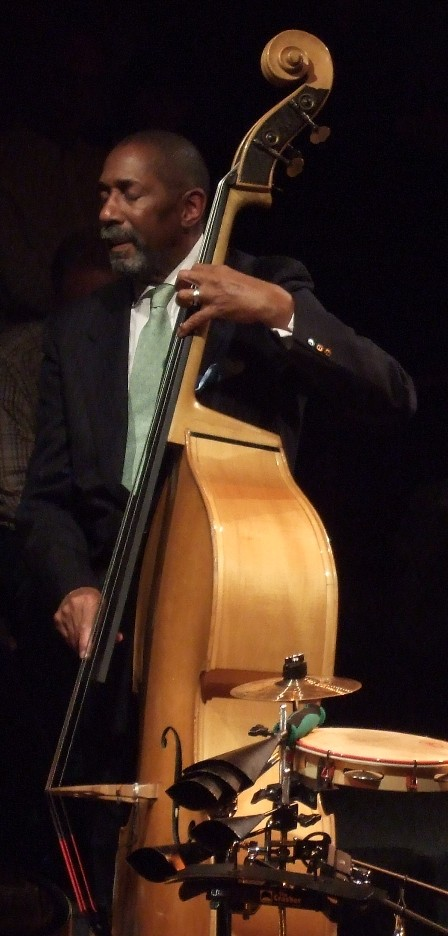
Ron Carter live im Alten Pfandhaus in Köln, 7. Oktober 2008

1. 0.00 – Einleitung der Suite durch die Rhythmusgruppe: Ron Carter und Tony Williams geben ein Marsch-Thema vor, in das Herbie Hancock einsteigt; er spielt abstrakte solistische Motive.
2. 1:39 – Miles Davis spielt mit Dämpfer ein fragmentarisches Thema, umrahmt vom Bläser-Ensemble.
3. 2:00 – Erster take des eigentlichen Time of the Barracudas-Themas ("General Assembly"), erkennbar als Roh-Version der späteren Individualism-Version. Nach kurzer Einleitung durch Ron Carter spielt zunächst das Ensemble; Miles Davis setzt nach einer Einleitung der Flötisten und Fagottspieler ein und spielt sein Solo vor dem Bläser-Ensemble, dann folgt ausklingendes Ensemblespiel, bis schließlich nur noch Tony Williams zu hören ist.
4. 5:22 – kurzer zweiter Take mit dem Beginn des Barracudas-Themas (nur Ensemble)
5. 5:43 – kurzer Take – Ensemble und Miles Davis (Marsch-Thema)
6. 6:16 – langsames Ensemble-Spiel, dann Miles Davis mit kurzem Solo, Ensemble bleibt im Hintergrund, Tony Williams und Ron Carter setzen Akzente
7. 6:58 – Erster Take des späteren Hotel Me-Themas, Einleitung vorgetragen durch das Ensemble, schließlich setzt Miles Davis zum Spiel des Hotel-Me-Themas an.
8. 10:04 – kurzes, Mood-Ensemblespiel mit Harfe, Miles als Solist
9. 11:03 – Schnelles Ensemble-Thema (Riff), Miles als hervorgehobener Solist
10. 12:13 – Ausklang mit langsamen Ensemblespiel in Miles-Ahead-Manier